# 姜學文
姜學文（？—？），字约我，陕西西安府渭南县人，明朝政治人物。

## 生平
万历二十八年（1600年）庚子科陕西乡试舉人，三十二年（1604年），登甲辰科进士，都察院觀政，授行人司行人，三十三年四月充副使，与正使吏科右给事中陳治則一起册封蜀府南川王朱奉𨨫及王妃孫氏。三十四年五月册封赵府寿光王朱由桂、荣阳府荣阳王朱常浵，三十五年丁憂去職。